# Fernão Teles de Meneses, 4.º senhor de Unhão
Fernão Teles de Meneses, (1431 - Alcácer do Sal, 1 de abril de 1477),  conhecido também por Fernão Teles e Fernão da Silva, foi um fidalgo português. Foi senhor das terras de Unhão, Gestaçô, Cepães, Meinedo e Ribeira de Soaz, e governador da casa da Princesa Santa Joana, filha de D. Afonso V.

## Primeiros anos
Era filho de Aires Gomes da Silva, 3º senhor de Vagos, regedor da Casa do Cível e alcaide-mor de Montemor-o-Velho, e de D. Beatriz de Meneses, filha de D. Martinho de Meneses, senhor de Cantanhede, que foi aia e camareira-mor da Rainha D. Isabel.
Ainda muito jovem, com 17 anos, Fernão Teles viveu os acontecimentos que precederam o desfecho da batalha de Alfarrobeira, sendo um dos fidalgos que, juntamente com o pai e o irmão mais velho, João da Silva, partiram da corte, onde se encontravam em outubro de 1448, para se unirem ao Infante D. Pedro na sua má sorte.
Permaneceu em Coimbra até 6 de maio de 1449, saindo daquela cidade em companhia do antigo regente e dos seus familiares em direcção ao local da batalha de Alfarrobeira, na qual tomou parte ao lado da facção revoltosa. A posição que tomou nesta batalha fez com que perdesse o direito à herança paterna, a qual foi doada a alguns partidários de D. Afonso V. Isto está bem documentado na doação da Ermida de São Marcos em Tentúgal, que fora de seu pai, realizada a 5 de outubro de 1450 em benefício de sua mãe, na qual se estabelece que Fernão Teles não poderia vir a herda-la em virtude de ter tomado parte no conflito. Alguns meses depois a situação modifica-se, e a 22 de abril de 1451 é-lhe atribuída uma carta de perdão.
A partir de 1452 documenta-se em Ceuta, ao serviço da coroa, partindo novamente para aquela praça em 1454 em companhia do irmão João da Silva.
A 25 de junho de 1455 está presente ao auto de juramento do Príncipe Herdeiro D. João. Como fidalgo da casa do Infante D. Fernando, irmão do rei, obteve a doação de juro e herdade dos lugares de Unhão, Cepães e Meinedo, com jurisdição civil e criminal, com as mesmas condições com que antes foram de seu pai, e que haviam sido doadas a Martim Mendes de Berredo, que entretanto renunciara à sua posse. Em compensação, Martim Mendes obteve a Terra da Nóbrega, na região de Entre-Douro-e-Minho, com as suas rendas, direitos, padroado de igrejas e o serviço real e novo dos judeus de Lamego.
Foi ainda beneficiado, em atenção aos muitos serviços prestados à coroa, com a terra de Soaço, na comarca de Entre-Douro-e-Minho. Trazia esta terra em nome da coroa João de Sousa, fidalgo da casa do Infante D. Henrique, que a pedido do rei renunciou à sua posse contra o pagamento de uma indemnização de doze mil reais brancos anuais. Ficou Fernão Teles na posse da jurisdição civil e criminal da dita terra, com as suas rendas e direitos, sendo a mesma transmissível a um filho varão legítimo.
Obteve ainda do rei a doação de uns terrenos na vila de Santarém, na rua de Gulfar, próximo à Porta de Maniços, para edificação de umas casas, com benefício extensivo aos seus herdeiros.
Foi alcaide do Castelo de Sintra, desconhecendo-se a data em que assumiu esta função, para o qual terá sido nomeado pela Rainha D. Isabel antes da sua morte, ocorrida em dezembro de 1455. Renunciou a este cargo em 6 de abril de 1461, sucedendo-lhe nele o seu irmão mais velho, João da Silva.
Interveio constantemente nas campanhas marroquinas, tomando parte na conquista de Alcácer-Ceguer em 1458, acompanhando também o Infante D. Fernando nas duas tentativas falhadas de escalar a praça de Tânger, no decurso de 1463. Segundo Rui de Pina, sendo ouvido em conselho pelo Infante D. Fernando antes da segunda tentativa de escalamento de Tânger, Fernão Teles declarou:
«Senhor, n'esta determinação que tomaes, e em que nos pedis conselho, ante de dizer meu voto, queria de vós saber primeiro duas cousas, a primeira se houvestes licença d'El-Rei para só fazerdes o feito, e a segunda se tendes para elle gente que vos abaste».
Na ocasião o conde de Odemira, querendo lisonjear o Infante com vista à obtenção da comissão de Mértola e da Comenda-Mor de Santiago, que lhe então requeria - e dele veio a obter - repreendeu a Fernão Teles a franqueza "com palavras assi irosas e asperas", para agrado do Infante e exemplo dos presentes, que logo ali aprenderam o que no caso haveriam de dizer.

## Estadia na Catalunha
Cerca de 1464 Fernão Teles partiu para a Catalunha, onde aparece documentado como Fernando da Silva, provavelmente agastado com a insensatez do Infante D. Fernando nas suas temerárias tentativas de conquista de Tânger. Antes de passar a esse reino, esteve em Castela, com a missão de proceder ao recrutamento de gente para o exército de D. Pedro, rei de Aragão, estando autorizado por carta régia de 23 de maio de 1464 ao recrutamento de trezentos homens de armas, sob determinadas condições. A 11 de julho do mesmo ano foi anunciada a D. Pedro a sua chegada a Tortosa, à frente dum exército de quinhentos cavaleiros, em plena depressão causada pela perda de Lérida.
Fernão Teles comandou exclusivamente tropas portuguesas e castelhanas, participando com elas em vários combates nas zonas montanhosas de Barcelona e Gerona. Em breve surgiram confrontos entre Teles e a Generalidade catalã, ciosa das prerrogativas que detinha, neles sendo defendido com paixão por D. Pedro. um dos motivos dos conflitos deveu-se ao facto dos bens confiscados aos Muntanyans terem ido parar às suas mãos, mas a situação atinge os eu auge no decurso do Outono de 1465, quando é nomeado capitão-geral da região pirenaica a 17 de novembro, cuja jurisdição compreendia as vilas de Camprodon, São João das Abadessas, Ripoll, e os castelos de La Guardia, La Roca e Blanca. A situação agravou-se a 8 de março de 1466 quando o rei, opondo-se à vontade da Generalidade, nomeou-o capitão geral da província do Ampurdão e do Bispado de Gerona, em substituição do seu irmão João da Silva, que viajara para Inglaterra em missão diplomática. A sua posição tornou-se de tal modo insustentável que em junho do mesmo ano os deputados, aproveitando-se da doença do rei, arquitectaram um plano para o levar à prisão. É bem possível que tal plano nunca tenha sido concretizado, pois D. Pedro no seu testamento determina que o seu amigo continue no comando do Ampurdão, levando a Generalidade a escrever-lhe, pouco depois, em termos muito amáveis.

## Regresso a Portugal
Tudo indica que após a morte de D. Pedro Fernão Teles tenha permanecido pouco tempo em Aragão, devendo ter solicitado a exoneração do cargo de capitão-geral do Ampurdão e retornado à pátria. Volta a estar documentado em Portugal a 17 de fevereiro de 1469, quando o rei lhe atribui uma tença anual de vinte mil reais brancos.
Foi elevado à categoria de membro do conselho do rei, notabilizando-se na conquista de Arzila em 1471, pelo que foi recompensado por D. Afonso V, em 1473, com a atribuição de nova tença anual de vinte mil reais brancos.
Por carta dada primeiro a 28 de janeiro de 1474, na qual figura como governador da casa da Princesa Santa Joana, filha de Afonso V depois em Estremoz a 28 de junho de 1475, D. Afonso V faz mercê a Fernão Teles das ilhas que descobrir ou mandar descobrir no oceano, desde que não sejam nas partes da Guiné; é-lhe também confirmada a posse das Ilhas Foreiras - a Ilha das Flores e o seu ilhéu - havidas por contrato feito com João de Teive, filho de Diogo de Teive, que dizia tê-las descoberto com o seu pai havia pouco.
Em Samora, a 10 de novembro do mesmo ano, o mesmo rei explica a doação feira a Fernão Teles, declarando que é extensiva a todas as ilhas povoadas e por povoar, podendo ser que das primeiras se viesse a achar a das Sete Cidades e outras, cujo caminho se dizia perdido.
Por carta régia de 11 de julho de 1476, na qual é nomeado como mordomo-mor e governador da casa da Princesa Dona Joana, é-lhe outorgada a tença anual de trinta mil reais brancos, numa altura em que se encontrava junto do soberano em Toro, indicando a sua participação nas guerras travadas em Castela entre D. Afonso V e os Reis Católicos.
Morreu em Alcácer do Sal a 1 de abril de 1477, vítima de uma pedrada, num momento em que ocorria uma briga numa das ruas da vila.

## Casamento e descendência
Casou com D. Maria de Vilhena, que fora donzela da casa da Rainha D. Isabel, filha de Martim Afonso de Melo, guarda-mor do Rei D. Duarte, e de D. Margarida de Vilhena. Na outorga da carta de confirmação, datada de 23 de abril de 1456, observa-se a doação por parte dos pais dela de alguns bens situados no termo de Santarém e no de Rio Maior. A partir de 1459, D. Maria de Vilhena passou a receber do rei a tença anual de dez mil reais brancos, voltando a receber idêntica importância a partir de 1467, com a condição de que se falecesse João Rodrigues Pereira deixaria de os receber, pois por morte deste seu marido obteria a importância de catorze mil reais brancos correspondentes à terra de Unhão.
Entre os vários filhos que tiveram, contam-se:
- André Teles, o mais velho, que não chegou a suceder na casa paterna, morrendo ao serviço do rei;
- Rui Teles de Meneses, mordomo-mor da Rainha D. Maria, mordomo-mor e governador da casa da Infanta D. Isabel, Imperatriz da Alemanha, e por fim mordomo-mor da Rainha D. Leonor, última mulher do Rei D. Manuel. Obteve confirmação régia que lhe deu a posse de Soaz e dos lugares de Unhão, Çapais e Meinedo;
- Frei Aires Teles, da Ordem de São Francisco, "que era grande luytador";
- D. Joana de Vilhena, mulher de Nuno Martins da Silveira, senhor de Góis e mordomo-mor de D. Catarina, mulher do Rei D. João III.[10]